# Joseph T. Edgar
Joseph T. Edgar (* 1. April 1910; † 27. November 1990 in Bar Harbor, Maine) war ein US-amerikanischer Geschäftsmann und Politiker, der von 1967 bis 1974 Secretary of State von Maine war.

## Leben
Joseph Tappen Edgar wurde am 1. April 1910 geboren. Edgar besuchte die Newark Academy und die Princeton University. Er machte seinen Abschluss im Jahr 1932.
Edgar war Mitglied der Republikanischen Partei, Präsident der Chamber of Commerce von Bar Harbor und des Lions Clubs. Er setzte sich erfolgreich für die Errichtung einer Fährverbindung zwischen Bar Harbor und Yarmouth, Nova Scotia ein. Im Jahr 1954 wurde er in das Repräsentantenhaus von Maine gewählt und von 1957 bis 1960 war er Sprecher des Repräsentantenhauses und bis 1961 Mitglied des Repräsentantenhauses von Maine. Dieses Amt gab er auf, als er 1961 zum stellvertretenden Secretary of State von Maine ernannt wurde. Von 1967 bis 1974 war er Secretary of State von Maine.
Edgar besaß ein Geschäft für Kinderkleidung in Bar Harbor und war verheiratet mit Margaret Sanford. Er starb am 27. November 1990. Das Paar hatte eine Tochter. Sein Grab befindet sich auf dem Ancient Cemetery, Yarmouth Port, Massachusetts.